# Forfar Athletic FC
Forfar Athletic is een Schotse voetbalclub uit Forfar in Angus.
De club werd in 1885 opgericht nadat het 2de elftal van de club Angus Athletic zich afscheurde en zo Forfar Athletic oprichtte.
In 1921 werd de club toegelaten tot de Football League en startte in de 2de klasse. Na een degradatie naar de 3de klasse in 1926 kon de club na één seizoen terugkeren en speelde tot aan het uitbreken van de Tweede Wereldoorlog in de 2de klasse. Na de oorlog werd de club in de 3de klasse (toen C divisie) ingedeeld en promoveerde daar in 1949 naar de B divisie en speelde daar tot midden jaren 70, bij de oprichting van de Second Division als 3de klasse werd Forfar daar ingedeeld en werd daar kampioen in 1984. Seizoen 1985/86 eindigde bijna in een promotie naar de hoogste klasse maar Forfar haalde het net niet. Forfar haalde in de jaren 80 ook enkele goede resultaten in de beker.
Forfar bleef in de First Division (2de klasse) tot 1992. Na reorganisatie van de League in 1994 en de oprichting van de 4de klasse had Forfar opnieuw de pech om daar ingedeeld te worden. Na één seizoen promoveerde de club echter opnieuw. 2001/02 was een goed seizoen voor de club met een derde plaats in de eindstand en de kwartfinale in de beker die ze verloren tegen de Rangers. De volgende jaren eindigde de club meer in de middenmoot en degradeerde in 2007. In het seizoen 2009/10 eindigde de club tweede in de Third Division en kon via de play-offs promoveren naar de Second Division. In 2016/17 herhaalde Forfar dit scenario.

## Erelijst
- Scottish Football League Second Division
  - Winnaar (2): 1948/49, 1983/84

- Scottish Football League Third Division
  - Winnaar (1): 1994/95

## Eindklasseringen
| 6 |

| 3 |

| 1 |

| 10 |

| 14 |

| 12 |

| 15 |

| 12 |

| 10 |

| 15 |

| 16 |

| 12 |

| 12 |

| 16 |

| 18 |

| 16 |

| 18 |

| 18 |

| 17 |

| 19 |

| 16 |

| 7 |

| 6 |

| 18 |

| 15 |

| 17 |

| 16 |

| 18 |

| 20 |

| 14 |

| 12 |

| 6 |

| 8 |

| 3 |

| 5 |

| 6 |

| 4 |

| 1 |

| 6 |

| 4 |

| 7 |

| 4 |

| 9 |

| 12 |

| 10 |

| 12 |

| 4 |

| 8 |

| 1 |

| 9 |

| 2 |

| 7 |

| 10 |

| 3 |

| 8 |

| 3 |

| 4 |

| 6 |

| 5 |

| 8 |

| 10 |

| 10 |

| 6 |

| 2 |

| 3 |

| 7 |

| 4 |

| 7 |

| 3 |

| 10 |

| 2 |

| 8 |

| 2 |

| 9 |

| 10 |

| 2 |

| 5 |

| 6 |

| 9 |

| Niveau 1 | Niveau 2 | Niveau 3 | Niveau 4 |

| Periode    | Niveau 1                | Niveau 2              | Niveau 3            | Niveau 4            |
| 1893-1975  | Division One            | Division Two          | Division Three      | --                  |
| 1975-1998  | Premier Division        | First Division        | Second Division     | Third Division      |
| 1998-2013  | Scottish Premier League | First Division        | Second Division     | Third Division      |
| 2013-heden | Scottish Premiership    | Scottish Championship | Scottish League One | Scottish League Two |

## Bekende (oud-)spelers
- Gavin Price

## Records
- Hoogste aantal toeschouwers: 10 780 tegen Rangers FC in 1970
- Grootste overwinning: 14-1 tegen Lindertis in 1888
- Zwaarste nederlaag: 2-12 tegen King's Park FC in 1930